# 薇姬·詹金斯
薇姬·詹金斯（英語：Vicky Jenkins，1977年4月14日—），英国女子射箭运动员。她曾代表英国参加2016年夏季残疾人奥林匹克运动会射箭比赛，获得女子个人W1级铜牌。